# Berga gård, Östergötland
Berga gård är en gård i Linköpings kommun (Sankt Lars socken), Östergötlands län. 

## Historik
Berga gård i Sankt Lars socken i Hanekinds härad. Finns såsom by nämnd redan år 1305, då Elof av Byergum, skänkte delar av densamma till domprosteriet i Linköping. Reducerades sedermera, samt inlöstes från kronan år 1647 av assessor Måns Ekegren. Tillhörde därefter släkten Gyllenadler. Såldes 1812 av överkollektör Erik Heurning till änkefru Helena Kihlström samt 1817 till fabrikör Svante Karlström, vars efterlevande änka Johanna Sofia Asklöf 1832 försålde gården till rådmannen Jakob Widoff. Äges sedan 1856 av hans måg löjtnant Carl Fredrik Ridderstad.